# Colla (singolo)
Colla è un singolo dei Prozac+, pubblicato nel 1998 su CD dalla EMI.

## Il singolo
Questo è il terzo e ultimo singolo estratto dall'album Acido Acida.
La canzone parla della volontà della cantante di possedere una "colla" per poter aggiustare magicamente tutti gli errori commessi in passato (anche se è piuttosto percepibile il doppio senso con un altro degli scopi per cui viene utilizzata, ovvero quello di inalarla come sostanza stupefacente per "stare bene" e per "andar fuori").
All'interno del disco è presente solo la canzone Colla.

## Tracce
1. Colla – 3:03